# 강성호 (정치인)
강성호(姜聲浩, 1966년 10월 11일 ~ , 대구 서구 상중이동)은 대한민국의 정치인이다. 대구 서구청장을 역임했다.

## 학력
- 1973.03 ~ 1979.02: 중리초등학교(대구시 이현동 소재)
- 1979.03 ~ 1982.02: 대건중학교
- 1982.03 ~ 1985.02: 대건고등학교
- 대구대학교 사회학과 졸업

## 경력
- 대구대학교 총학생회장
- 월간 저널시대 정치부,사회부 기자
- 지방자치 연구소 상임연구원
- 재단법인 서구장학회 이사
- 민주평화통일자문회의 자문위원
- 1995.07.01 ~ 1998.03: 제2대 대구 서구의원[상리동] (민선, 무소속, 제1회 지방선거 대구의 최연소(30세) 기초의원)
- 서구의회 사회도시위원장(최연소)
- 1998.07.01 ~ 2006.06.30: 제3~4대 대구광역시의원(2선, 한나라당, 제2회 지방선거 대구의 최연소(33세) 광역의원)
- 대구광역시의회 경제교통위원장
- 대구광역시의회 예산결산특별위원회 위원장
- 대구광역시의회 삼성상용차 관련 특별위원회 위원장
- 제17대 대통령선거 한나라당 중앙선거대책위 직능본부 행자위 대구본부장
- 2008년 21대 대구 서구청장 보궐선거 출마 (2위, 무소속)
- 희망서구21포럼 대표이사
- 대구서구발전연구소장
- 2010년 6월 2일: 제5회 지방선거 22대 대구 서구청장후보(2위, 한나라당)
- 2011년 10월 27일 ~ 2014년 6월 30일: 제23대 대구 서구청장(민선, 새누리당, 대구의 최연소(46세) 기초단체장)

## 논란

### 여기자 성추행 의혹
2014년 6회 지방선거에서 새누리당의 대구 서구청장 후보로 내정되었으나 여기자를 성추행 했다는 의혹이 퍼지면서 공천 철회되었다. 이에 탈당하여 무소속으로 출마하였으나 낙선하였다. 당시 선거공보물에 본인이 저지른 잘못을 최대한 오래전의 일로 포장하기 위해 '1년 11개월' 전의 사건을 '2년 6개월'로 표기하였으며 피해여성이 먼저 술을 사달라고 하였다고 주장하였으나 이는 거짓으로 드러났다.  기자회견에서 “시간도 늦었고 술에 취해 택시를 타고 피해여성을 집 앞까지 바래다줬다”며 “집에 들어가기 전에 피해여성과 대화를 나누다가 헤어지며 어깨를 포옹하고 머리에 입을 맞추고 작별 인사를 했다”고 밝혀 행위자체가 있음은 인정하였다. 이 사건은 향후 새누리당 윤리위원에 내정되면서 다시 화제가 되었다.

## 역대 선거 결과
|  | 51.05% |

|  | 67.88% |

|  | 75.94% |

|  | 29.61% |

|  | 15.65% |

|  | 37.69% |

|  | 55.01% |

|  | 22.86% |